# وپنکدو
وپنکدو (به انگلیسی: Veppankkadu) یک روستا در هند است که در Pattukkottai Taluk واقع شده‌است.

## خصوصیات
وپنکدو ۹۶۴ نفر جمعیت دارد.